# Кучкаров, Джамшид Анварович
Джамшид Анварович Кучкаров (узб. Kuchkarov Djamshid Anvarovich; 19 октября 1964 год, Каттакурган, Самаркандская область, Узбекская ССР, СССР) — узбекский экономист и государственный деятель. В 2017—2020 годах работал заместителем Премьер-министра Республики Узбекистан по вопросам макроэкономического анализа и прогнозирования, реформирования финансовой и банковской систем, развития частного предпринимательства и малого бизнеса, а также возглавлял Министерство финансов Узбекистана. С 24 января 2020 года заместитель Премьер-министра Республики Узбекистан (вице-премьер) по финансово-экономическим вопросам и сокращению бедности и с 24 февраля 2020 года министр экономического развития и сокращения бедности Республики Узбекистан. В августе 2023 года был назначен министром финансов. Кандидат экономических наук.

## Биография
Джамшид Кучкаров родился в городе Каттакурган (Самаркандская область). В 1985 году окончил Ташкентский институт народного хозяйства (ныне Ташкентский государственный экономический университет), а в 1996 году Университет штата Колорадо (США).
Трудовую деятельность начал в 1985 году старшим бухгалтером рейсельхозтехники города Каттакургана. С 1985 по 1987 год служил в армии. В 1987 году поступил в аспирантуру Ташкентского института народного хозяйства, а с 1990 по 1993 год там же работал преподавателем.
В 1993 году начал работать в Центральном банке Узбекистана. С 1996 по 1997 год занимал пост заместителя председателя Центрального банка Узбекистана. В 1997 году назначен заместителем министра финансов — начальником Главного управления государственного бюджета Минфина и занимал этот пост до 2005 года. В 1997 году постановлением Кабинета министров Узбекистана назначен членом Совместной узбекско-молдавской комиссии по вопросам расширения многостороннего сотрудничества. В 2015—2016 годах работал заместителем министра финансов, а затем первым заместителем министра финансов.
В 2016 году избран членом Совета банка «Асака».
В 2017 году назначен заместителем Премьер-министра Республики Узбекистан по вопросам экономического развития, структурных преобразований инвестиций, реформирования банковской и финансовой систем, координации деятельности свободных экономических и малых промышленных зон. 28 ноября 2017 года президентом Узбекистана Шавкатом Мирзиёевым назначен заместителем Премьер-министра Республики Узбекистан по вопросам макроэкономического анализа и прогнозирования, реформирования финансовой и банковской систем, развития частного предпринимательства и малого бизнеса, а также министром финансов Республики Узбекистан.
Джамшид Кучкаров входит в Экономический совет СНГ, а в 2020 году был председателем этого совета.
24 января 2020 года утверждён вице-премьером по финансово-экономическим вопросам и сокращению бедности, а 24 февраля того же года назначен министром экономики и промышленности. 26 марта 2020 года постановлением президента Узбекистана Министерство экономики и промышленности преобразовано в Министерство экономического развития и сокращения бедности.
3 августа 2020 года Постановлением Президента Республики Узбекистан вошёл в состав Статистического совета при Государственном комитете по статистике.
В августе 2023 года был назначен министром финансов одновременно сохранив пост министра экономического развития и сокращения бедности. Сохранил посты в новом правительстве утверждённом законодательной палатой 21 ноября 2024 года.

## Награды
- орден «Мехнат шухрати» (29.08.2019)